# Entzerrvorverstärker
Ein Entzerrvorverstärker, auch Entzerrervorverstärker oder RIAA-Entzerrvorverstärker genannt, ist eine elektronische Schaltung bzw. ein elektronisches Gerät, das zur Wiedergabe von Schallplatten benötigt wird. Er ist die Kombination aus einem Entzerrer und einem Vorverstärker zu einem aktiven Tiefpassfilter mit spezifischem Frequenzgang.

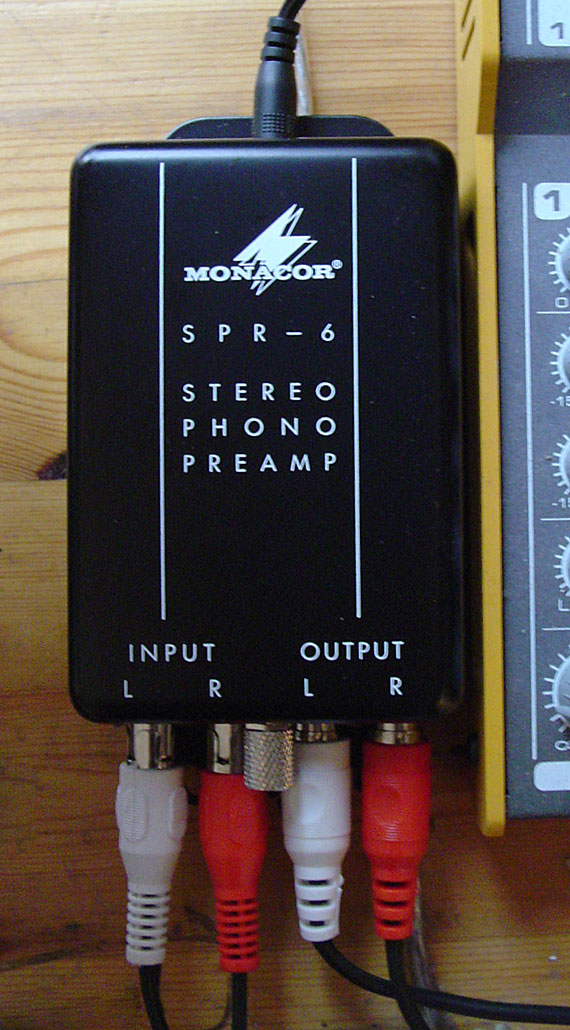
Externer Entzerrvorverstärker der Marke Monacor

Beim Schnitt einer Schallplatte werden tiefe und hohe Frequenzen mit unterschiedlich veränderten Amplituden in die Platte geschnitten. Gemäß der Schneidekennlinie wird der Signalpegel bei den Tiefen abgeschwächt und die Höhen angehoben, das bedingt eine moderate Anhebung der Auslenkung bei den Tiefen und eine Absenkung bei der Auslenkung in den Höhen. Diese sorgfältige Abstimmung vergrößert die Spieldauer der Schallplatte und den Signal-Störabstand. Die Wiedergabelautstärke ist von der Geschwindigkeit der Nadelbewegung (Schnelle) abhängig. Würde man diese Entzerrung nicht anwenden, würden die Bässe aufgrund ihrer langsamen Bewegung eine kräftigere Auslenkung und damit einen größeren Rillenabstand erfordern. Das hätte eine verkürzte Spielzeit zur Folge, eine zu hohe Auslenkung steigert die Kraft auf die Nadel unzulässig.  Weiterhin würde in den Höhen die Beschleunigung extrem werden und der Tonabnehmer schleudern, also nicht originalgetreu wiedergeben. Bei kleinen Wellenlängen würde die Nadel zu oft klemmen.
Um den bei der Aufzeichnung veränderten Frequenzgang (Emphasis) der Schallplatte wieder zu linearisieren, muss das Verfahren bei der Wiedergabe spiegelbildlich als Deemphasis angewendet werden. Man sagt, der Frequenzgang wird entzerrt. Es sind sehr unterschiedliche Entzerrungen verwendet worden. Die heute angewendete wurde Mitte der 1950er Jahre von der RIAA genormt. Bei einem reinen Entzerrvorgang wäre das Signal, das vom Tonabnehmer mit etwa 0,1 bis 50 mV in den Entzerrer gespeist wird, für einen Hochpegel-/Line-Eingang am Verstärker zu klein. Es wird durch den Verstärkerteil des Entzerrvorverstärkers auf einen Pegel von mindestens 500 mV angehoben. Der mittlere Verstärkungsfaktor liegt üblicherweise bei 40 dB (Faktor 100), bei niederpegeligen Tonabnehmnern aber auch über 60 dB (1000).
Die meisten Vollverstärker haben einen Entzerrvorverstärker mit Kennlinie nach RIAA eingebaut. Das ist daran zu erkennen, dass sie einen oder mehrere Phonoeingänge (alte Bezeichnung: "TAMagn.") haben.
Es gibt wenige Plattenspieler, in die bereits ein Entzerrvorverstärker eingebaut ist; der Ausgang eines separaten Entzerrervorverstärkers sollte direkt an einen der "Line"-Eingänge (Hochpegeleingänge) eines Verstärkers angeschlossen werden. Ein Hintereinanderschalten zweier Entzerrer ist falsch, das Klangbild wird dumpf und verzerrt.
Schallplatten aus Schellack sowie viele alte Mono- und teilweise frühe Stereoaufnahmen wurden nicht nach der RIAA-Kennlinie aufgenommen. Diese Aufnahmen klingen mit einem nach RIAA genormten Entzerrvorverstärker basslastig und etwas dumpf. Dafür gibt es spezielle Entzerrvorverstärker mit einstellbarer Kennlinie. Auch Software zur Nachbearbeitung bietet mitunter Funktionen zur Kennlinienanpassung an. In den vielen Fällen hilft ein guter Klangsteller oder besser ein aufwendiger Equalizer.
Kristall-Abtastsysteme benötigen prinzipbedingt keine wesentliche Frequenzgangkorrektur; ihre hohe Ausgangsimpedanz verlangt jedoch einen hohen Eingangswiderstand von 1 MΩ und höher, der heute bei Transistorverstärkern (alte Bezeichnung "TAKrist.") kaum noch zu finden ist. Der ehemalige deutsche Plattenspielerhersteller DUAL hatte in der Übergangszeit einen Schaltungsvorschlag veröffentlicht, der das Kristallsystem an den MM-Anschluss anpasste. Wegen des hohen Auflagedruckes sowie des hohen Nadel- und Plattenverschleißes sind Kristallsysteme seit Jahrzehnten praktisch bedeutungslos.
Entzerrervorverstärker werden für dynamische (elektromagnetische) Abtastsysteme benötigt, die die Schnelle der Rillenauslenkung umsetzen. Man unterscheidet
- MM – Systeme mit feststehenden Spulen, die in der Gruppe MM (Moving Magnet) zusammengefasst sind, wobei mit der Nadelbewegung entweder tatsächlich der Magnet das Signal induziert, oder ein bewegtes Eisenteil den magnetischen Fluss steuert und der Magnet mit der Spule fest verbunden ist. MM-Systeme liefern 1 bis 5 mV Signal.
- MC – Systeme mit bewegten Spulen (Moving Coil, früher "dynamischer Tonabnehmer" genannt) mit Signalspannungen von 0,1 bis 0,5 mV.

Der Unterschied zwischen den Systemarten MM und MC kann durch einen auf das System abgestimmten 1:10-Übertrager ausgeglichen werden oder der eigentlich für MM-Systeme ausgelegte Phonovorverstärker (Entzerrervorverstärker) kann mit einer zusätzlichen Verstärkerstufe die Spannung anheben. Mit der Eingangsimpedanz von 100 bis 1000 Ω wird das MC-Tonabnehmersystem individuell abgeschlossen, während bei den MM-Systemen in der Norm 47 kΩ Abschlusswiderstand üblich sind. Da MM-Systeme eine deutlich höhere Windungszahl und Induktivität aufweisen, spielt der kapazitive Abschluss eine wichtige Rolle für den Übertragungsbereich oberhalb 10 kHz.
Deshalb haben hochwertige Phonovorverstärker bei der Eingangsschalterposition für MC eine Wahlmöglichkeit für den Abschlusswiderstand (50 bis 1000 Ω) und bei der MM-Position verschiedene Kapazitätswerte (zwischen 100 und 500 pF). Bei vertauschtem Anschluss klingt in der Praxis ein MC zu leise, weil Verstärkung fehlt, und ein MM zu dumpf, weil er falsch belastet wird.